# Algorfa (kommunhuvudort)
Algorfa är en kommunhuvudort i Spanien.   Den ligger i provinsen Provincia de Alicante och regionen Valencia, i den sydöstra delen av landet, 400 km sydost om huvudstaden Madrid. Algorfa ligger 26 meter över havet och antalet invånare är 2 111.
Terrängen runt Algorfa är huvudsakligen platt, men västerut är den kuperad. Runt Algorfa är det tätbefolkat, med 343 invånare per kvadratkilometer. Närmaste större samhälle är Torrevieja, 15,6 km sydost om Algorfa. Trakten runt Algorfa består till största delen av jordbruksmark.